# Estadio de Adís Abeba
El Estadio de Adís Abeba (en amhárico: አዲስ አበባ ስታዲየም), anteriormente llamado Haile Selassie en honor al exemperador etíope, es un estadio multiusos localizado en la capital de Etiopía, Adís Abeba. Es usado sobre todo para disputar partidos de fútbol y también posee instalaciones para la práctica del atletismo. El estadio tiene una capacidad de 35 000 personas.
El estadio fue construido en 1940. Más tarde en 1999, fue renovado para el Campeonato del año 2000 en el cual se disputaba la Copa Africana de Naciones juvenil. En este campeonato, el equipo Nacional Juvenil de Etiopía obtuvo el cuarto puesto. Este era el torneo de calificación para el Campeonato Mundial Juvenil sostenido entre todos los países participantes en África. El equipo etíope juvenil ha sido calificado por primera vez para el Campeonato Juvenil del Mundo de FIFA, en 2001 que fue disputado en Argentina.
El Estadio de Adís Abeba está localizado en el centro de la ciudad, cerca de la estación de trenes de Legehar y la plaza Meskel. El estadio es utilizado tanto para fútbol internacional como competencias de atletismo. Este estadio histórico recibió los acontecimientos de atletismo que contribuyeron a grandes atletas como Abebe Bikila legendario y Haile Gebrselassie. Según la certificación IAAF, el estadio de Addis Abeba tiene la Clase II por sus instalaciones de atletismo. Recientemente, desde el 30 de abril hasta el 4 de mayo de 2008, el Estadio de Adís Abeba fue sede de la disputa del decimosexto Campeonato de Atletismo Africano.